# Arundel Society
Az Arundel Society, amelyet gyakran Arundel Clubnak is neveznek 1849-ben alapították Londonban, Thomas Howardról, Arundel grófjáról, az arundeli márványok híres gyűjtőjéről és az első nagy angol mecénások és művészetkedvelők egyikéről nevezték el. A társaság eredetileg Bellenden Ker ügyvéd ötlete volt, és a híres festő, Charles Eastlake házában tartott találkozón alakult, amelyen Eastlake, Ker, Giovanni Aubrey Bezzi és Edmund Oldfield vett részt. A társaság célja a régi olasz, flamand és más európai mesterek műalkotásainak megismertetése volt. A társaság munkájának nagy része a korábbi évszázadok olasz műalkotásainak, különösen freskófestményeinek kromolitográfiáinak kiadásából és a közvélemény figyelmének felkeltéséből állt e művek megőrzése érdekében. A társaság céljainak előmozdításáért leginkább felelős személyek egyike Henry Layard volt, aki 1852-ben csatlakozott. Néhány más fontos korai tag volt még John Ruskin, Charles Thomas Newton és Henry Liddell. 1877-ben a Társaság Tanácsának tagjai voltak Frederick William Burton, Lord Elcho (Francis Charteris), Edward Poynter, George Edmund Street, Philip Charles Hardwick, George Richmond és John Norton építész. 1897-ben a társaság megszűnt.

## Arundel Club
Az Arundel Club 1904-ben alakult Londonban azzal a céllal, hogy hatékonyabban folytassa az Arundel Society munkáját, amely a régi mesterek legjobb műveinek reprodukálásával ösztönözte a művészet tanulmányozását. Az Arundel Club továbbment azáltal, hogy lemásolta és közzétette a korábban hozzáférhetetlen magángyűjteményekben található fontos műveket.

### Idézések
1. ↑  For example, relating to 1866, at page 210 of The Pre-Raphaelites, 1984 (exhibition catalogue, various authors), Tate Gallery, London, ISBN 0713916389
2. ↑  Gregory. W. H. (1884. április 1.). „The Arundel Society”. The Nineteenth Century, 610–625. o.
3. ↑  Barlow, Henry Clark. Aubrey Bezzi was a music master in Plymouth and became Eastlake's assistant secretary in the Royal Commission of Fine Arts, On the Vernon Dante. London: Williams and Norgate, 36–37. o. (1870)
4. ↑  szerk.: Cook, E. T.: The Complete Works of John Ruskin. London: George Allen, 384. o. (1908) „Edmund Oldfield (1817-1902), M.A., F.S.A. ... assistant keeper of antiquities at the British Museum; and at one time private secretary to Layard at the Office of Works.”
5. ↑   (1860. október 1.) „The fresco-paintings of Italy—the Arundel Society”. Blackwood's Edinburgh Magazine LXXXVIII (DXL), 458–471. o.
6. ↑   (1903) „The Complete Works of John Ruskin”, London Library Edition, Vol. IV; Modern Painters, Vol. II, xliv. o, Kiadó: George Allen.
7. ↑   A List of Members of the Society, Corrected to September, 1877. London: Arundel Society for Promoting the Knowledge of Art (1877)
8. ↑  Club: The Arundel Club: For the Publication of Reproductions of Works of Art in Private Collections and Elsewhere. J.J. Waddington, 2017. május 20. (Hozzáférés: 2017. május 20.)

## Fordítás
Ez a szócikk részben vagy egészben  az   Arundel Society című angol Wikipédia-szócikk ezen változatának fordításán alapul.  Az eredeti cikk szerkesztőit annak laptörténete sorolja fel. Ez a jelzés csupán a megfogalmazás eredetét és a szerzői jogokat jelzi, nem szolgál a cikkben szereplő információk forrásmegjelöléseként.